# 普图马约省
普圖馬約省（Departamento del Putumayo，克丘亞語「噴湧的河流」的意思）是哥倫比亞南部的一個省，位於安第斯山脈東麓，南鄰厄瓜多爾和秘魯，普圖馬約河發源於本省，並經本省南界。面積为24,885平方公里，2018年人口为358,896人。首府莫科阿。
1991年設省。下設十四個自治市。